# Cantó
|  | No s'ha de confondre amb Canton. |

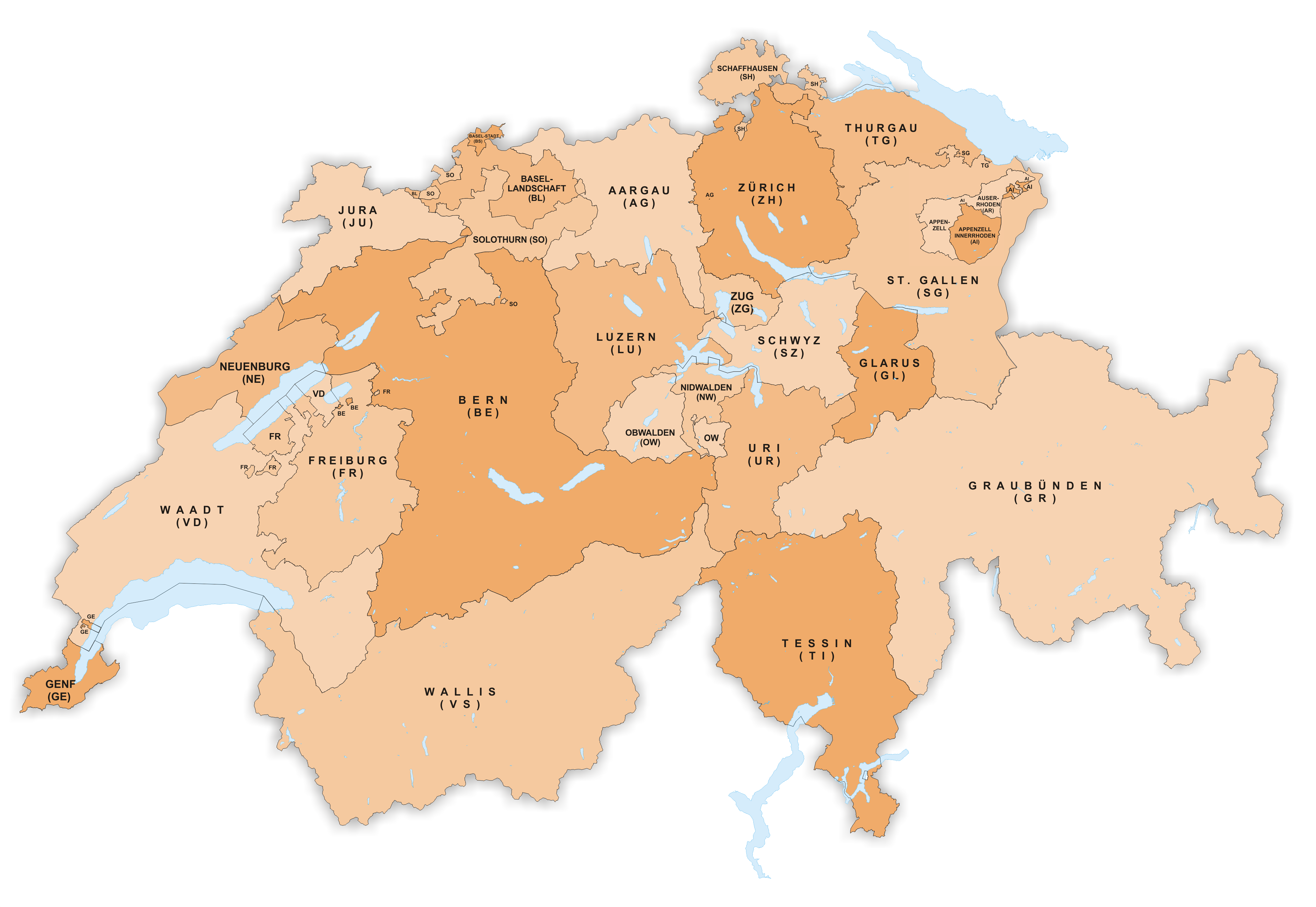
Mapa dels cantons de Suïssa.

Un cantó és un tipus de divisió administrativa d'un país. En general, els cantons són relativament petits en termes de superfície i la població en comparació amb altres divisions administratives com ara comtats, departaments o províncies. Els cantons més coneguts, i el més important políticament, són els de Suïssa. Com els components de la Confederació Suïssa, en teoria (i històricament) els Cantons de Suïssa són estats sobirans.
La denominació dels cantons en italià (cantone) i, d'ací, en francès (canton) i romanx (chantun), té la mateixa etimologia que el català cantó. Fou adoptat al darrer quart del segle XV per a traduir l'alemany Ort; la primera constància documental és en fonts de Friburg, en francès, de 1475. En alemany la denominació tradicional era, segons els casos, Ort ('lloc', segle XV) o bé Stand ('estament', vers 1550). Sota la República Helvètica s'adoptà Kanton com a única forma alemanya (1798); per l'Acta de Mediació (1802) podia triar-s'hi entre Stand i Kanton. El Pacte Federal (1815) establí Stand com a forma exclusiva. D'ençà 1848, els cantons alemanys s'autodesignen com a Kanton o Stand, segons la tradició de cadascun.

## Cantons en determinats països
Existeixen o han existit cantons a:
- Cantó francès, subdivisió dels districtes i departaments, que agrupa diverses comunes
- Cantons de Suïssa, estat semi-sobirà a Suïssa
- Cantons de Bèlgica
- Cantons de Bolívia
- Cantons de Bòsnia i Hercegovina, una subdivisió de la Federació de Bòsnia i Hercegovina
- Canadà: equivalent Canadà francès de la paraula "municipi", ja que la traducció municipalité ja s'utilitza per a diferents nivells de govern.
- Cantons del Quebec
- Cantons de Costa Rica: les subdivisions per sota de les províncies de Costa Rica
- Cantons de l'Equador: les subdivisions per sota de les províncies de l'Equador
- Cantons del Salvador: les divisions d'un municipi fora dels masos més urbà, a la frontera amb el poble o la ciutat Cantons es pot considerar com la part més rural d'un poble o ciutat, en general lluny de la població urbana actual.
- Cantons del Líban, les àrees no oficials controlades per les diferents milícies i faccions durant la Guerra Civil Libanesa i després. La majoria de les àrees han estat retornats a control del govern libanès.
- Cantons de Luxemburg, una subdivisió dels districtes de Luxemburg
- subdivisions de vingtaines a Jersey
- Cantons en antics països
  - Cantons de l'Imperi Otomà, també anomenat Kaza una subdivisió d'un sandjak
  - Cantons de la Unió Soviètica, les subdivisions de diverses comunitats autònomes de la Unió Soviètica abans de 1941
  - El 1873 els "cantonals" es feren càrrec de la ciutat de Cartagena, Espanya, un port important per a l'Armada espanyola, i van declarar la independència de la ciutat (veure Cantonalisme)